# 神奈川県立大秦野高等学校
神奈川県立大秦野高等学校（かながわけんりつ おおはたのこうとうがっこう）は、かつて神奈川県秦野市桜町二丁目に所在していた公立高等学校。通称は「おっぱ」「おっぱだ」。
例年5月に行われる体育祭は水涼祭、9月に行われる文化祭は紫苑祭と呼ばれていた。
2008年（平成20年）3月末に神奈川県立秦野南が丘高等学校と統合し、神奈川県立秦野総合高等学校に再編されて閉校した。
跡地には神奈川県立西部総合職業技術校が建てられている。

## 沿革
- 1926年（大正15年）4月10日 - 4年制の神奈川県秦野町立実科高等女学校を開校（4月10日を開校記念日とする）
- 1931年（昭和6年）4月1日 - 秦野町立秦野高等女学校と改称
- 1940年（昭和15年）3月1日 - 県に移管され神奈川県立秦野高等女学校と改称
- 1949年（昭和24年）4月1日 - 定時制夜間課程設置
- 1950年（昭和25年）4月1日 - 神奈川県立大秦野高等学校と改称
- 1981年（昭和56年）4月1日 - 男女共学となる
- 2008年（平成20年）3月 - 閉校

## 著名な卒業生
- J（ミュージシャン、LUNA SEA）
- INORAN（ミュージシャン、LUNA SEA）
- 昔昔亭喜太郎（落語家）
- 茂庭照幸（サッカー選手、2006 FIFAワールドカップ日本代表）